# Herbert E. Hitchcock

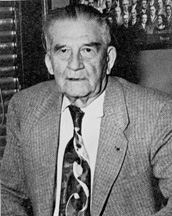
Herbert E. Hitchcock

Herbert Emery Hitchcock (* 22. August 1867 in Maquoketa, Iowa; † 17. Februar 1958 in Mitchell, South Dakota) war ein US-amerikanischer Politiker (Demokratische Partei), der den Bundesstaat South Dakota im US-Senat vertrat.
Herbert Hitchcock besuchte die öffentlichen Schulen in Iowa und San José in Kalifornien sowie eine Handelsschule in Davenport. Danach setzte er seine Ausbildung auf dem Iowa State College in Ames sowie an der Law School der University of Chicago fort. Im Jahr 1884 zog er nach Mitchell in South Dakota, wo er als Stenograf arbeitete; 1896 wurde er in die Anwaltskammer des Staates aufgenommen und begann in Mitchell zu praktizieren. Ferner betätigte er sich im Bankgeschäft.
Im Jahr 1896 trat er als Sekretär (Clerk) des Senats von South Dakota erstmals in Staatsdienste. 1904 und 1906 wurde er jeweils zum Staatsanwalt gewählt; in den Jahren 1909, 1911 und 1929 absolvierte er jeweils eine Amtsperiode als Staatssenator. Zudem fungierte er von 1924 bis 1934 als Präsident der Schulbehörde von Mitchell sowie 1936 als Kurator des Yankton College.
Am 29. Dezember 1936 wurde Hitchcock zum Nachfolger des verstorbenen Peter Norbeck im US-Senat in Washington ernannt. Er wollte auch zur Nachwahl antreten, unterlag bei den Vorwahlen der Demokraten jedoch dem ehemaligen Gouverneur Tom Berry. Dieser wiederum verlor später gegen die Republikanerin Gladys Pyle.
Herbert Hitchcock arbeitete nach seiner Zeit im Senat wieder als Anwalt in Mitchell, wo er 1958 starb.